# Daniel Talén
Daniel Talén, född 17 september 1664 i Vadstena, död 21 april 1715 i Rappestads socken, var en svensk präst.

## Biografi
Daniel Talén föddes 17 september 1664 i Vadstena. Han var son till rektorn Petrus Gottschalki Schedviensis och Johanna Johansdotter. Talén blev 1688 student vid Lunds universitet och prästvigdes 25 februari 1698. Han blev 1698 komminister i Vadstena församling och 1699 i Linköpings församling. Talén blev 1707 kyrkoherde i Rappestads församling och var 1710 respondent vid prästmötet. Han avled 21 april 1715 i Rappestads socken.

### Familj
Talén gifte sig 6 november 1698 med Anna Aschanius (född 1682). Hon var dotter till kyrkoherden Johannes Aschanius och Beata Jönsdotter i Rogslösa socken. De fick tillsammans barnen Beata Johanna (1700–1700), Christina (född 1701), Petrus (1704–1705), Helena (född 1705), Johannes (född 1709) och Johanna (1710–1719). Efter Taléns död gifte Anna Aschanius om sig med kornetten Johan Dryander i Tjärstads socken.